# استان لا هابانا
استان لا هابانا (به اسپانیایی: Provincia de La Habana) یک منطقهٔ مسکونی در کوبا است که در کوبا واقع شده‌است. استان لا هابانا ۷۲۱٫۲۸ کیلومتر مربع مساحت و ۲٬۱۳۰٬۵۱۷ نفر جمعیت دارد.